# نور (مسلسل 2022)
نور هو مسلسل لبناني سوري مصري يعرض في شهر سبتمبر 2022، على قنوات ال تي في، ART حكايات، وبي إن دراما وبطولة يوسف الخال، كارمن بصيبص، قيس شيخ نجيب، ريتا حرب، رفيق علي أحمد ومي القاضي، من تأليف كلوديا مرشليان ومن إنتاج وإخراج سيف شيخ نجيب.

## قصة المسلسل
تدور أحداث المسلسل حول "نور" (يوسف الخال) وزوجها "نايا" (كارمن بصيبص) وباسل (قيس الشيخ نجيب) وزوجها "جوليا" (ريتا حرب) ووالدها "جمال عبيد" الذي يتعرف على "توليب" (كارمن لبس) والدكتورة "أسيل" (هند صبري) وزوجها "عمرو" (عصام السقا) ولكن لم يطبق أحداً.

## طاقم العمل

### الممثلون

#### الجزء الأول
- يوسف الخال
- كارمن بصيبص
- قيس شيخ نجيب
- ريتا حرب
- نور
- محمود عبد المغني
- رفيق علي أحمد
- كارمن لبس
- سلوم حداد
- إياد أبو الشامات
- ريموند عازار
- مرام علي
- ماجد المصري
- عادل كرم
- رولا شامية
- مي القاضي
- مكسيم خليل

#### الجزء الثاني
- هند صبري (بدلاً من نور)
- عصام السقا (بدلاً من محمود عبد المغني)
- ندى أبو فرحات
- يوسف حداد
- عصام عمر
- كارلا بطرس
- نسرين طافش
- باسم ياخور

### كادر العمل
- كلوديا مرشليان (مؤلف)
- سيف الشيخ نجيب (منتج ومخرج)
- شركة الأولى للإنتاج الإعلامي (منتج)
- يوسف الخال (موسيقي)